# Magha Puja

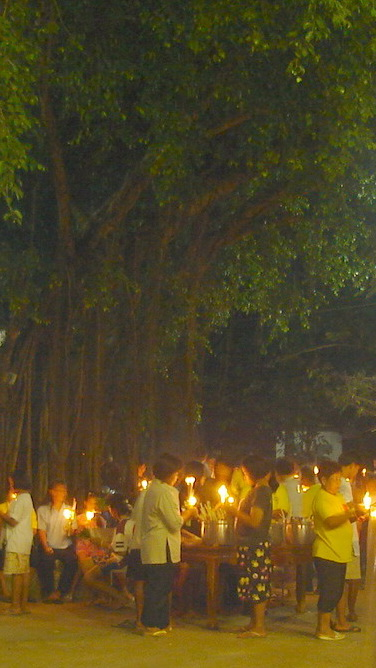
Makha Bucha in Thailand

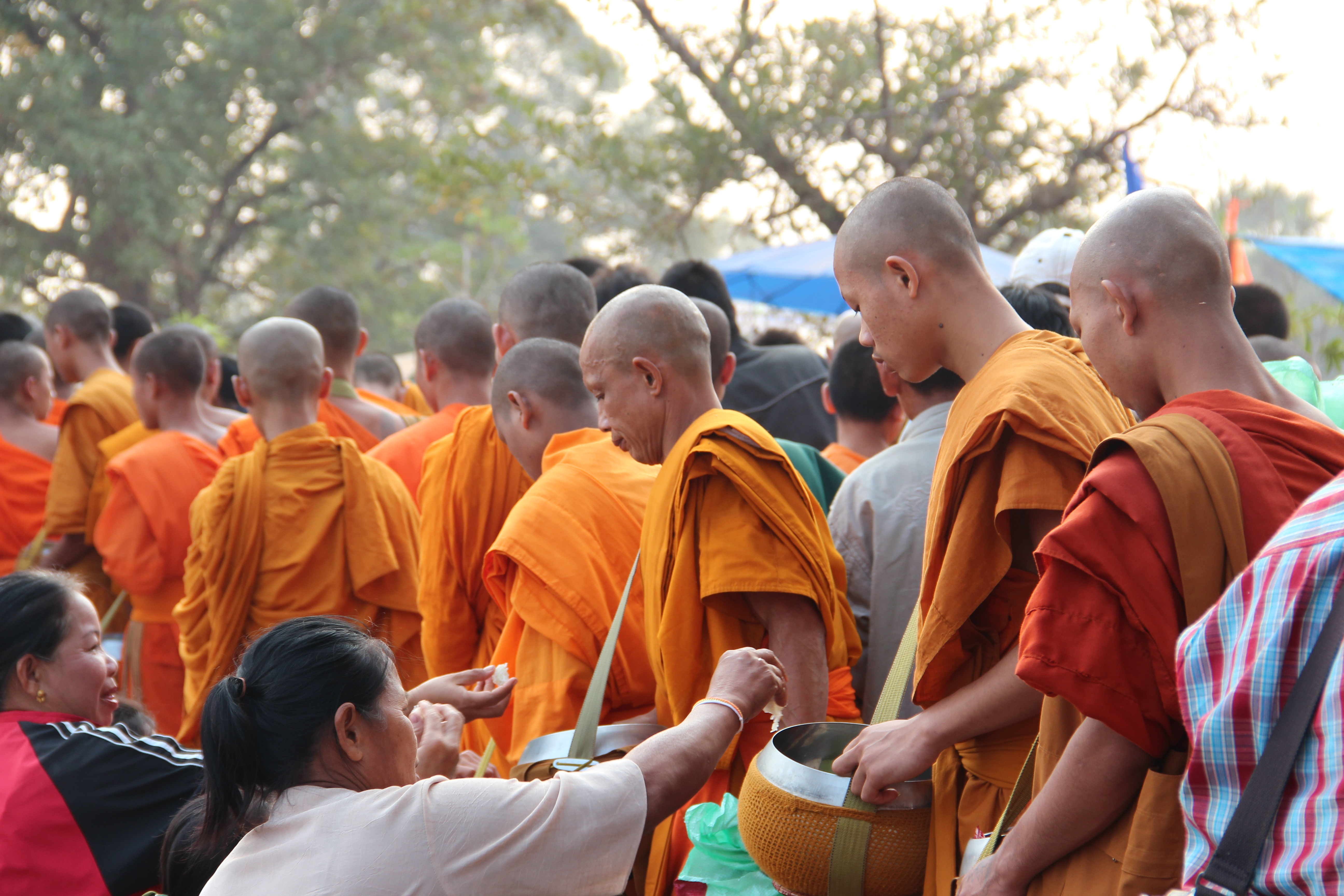
Bun Vat Phu in Laos

Māgha Pūjā (thailändisch วันมาฆบูชา, RTGS: Wan Makha Bucha; Khmer មាឃបូជា, Meak Bochea; laotisch ມະຄະບູຊາ, Makha Busa) ist ein Feiertag der Theravada-Buddhisten Thailands, Laos’, Sri Lankas, Myanmars und Kambodschas. Der Tag soll an eine spontane Versammlung von 1.250 Schülern des Buddha erinnern, die zusammengekommen waren, um den Buddha predigen zu hören. Dieser Tag fällt immer auf den Vollmondtag des dritten Mondmonats im traditionellen thailändischen Kalender (Ende Februar oder Anfang März), er findet daher in jedem Jahr an einem anderen Datum statt.
Der Name ist zusammengesetzt aus Māgha (Pali: Name des dritten Mondmonats) und Pūjā (Pali: verehren), Māgha Pūjā ist also ein Tag zur Verehrung des Buddha und seiner Lehre am Vollmondtag des dritten Monats.

## Ursprung
Der Ursprung des Festes geht zurück auf die Legende über ein spontanes Treffen von 1.250 Mönchen. Sie alle hatten unabhängig voneinander entschieden, den Buddha aufzusuchen, der zu jener Zeit im Bambushain (Weluwan-Wald) nahe Rājagṛha (im historischen Königreich Magadha) lebte. Von den 1.250 Mönchen waren 1.000 Erleuchtete (Arhat), welche zuvor vom Buddha selbst ordiniert worden waren. Die anderen 250 waren Jünger der Ältesten Moggallana und Sariputta. Andere Quellen sprechen von 1.250 erleuchteten Mönchen.
Der Legende nach nutzte der Buddha außerdem im letzten Jahr seines Lebens den Māgha-Vollmondtag, um zu verkünden, dass er innerhalb von drei Monaten sterben werde.
Es ist nicht klar, wann der Māgha-Pūjā-Feiertag das erste Mal begangen wurde. In einer Liste der religiösen Zeremonien innerhalb eines Jahres, die vom siamesischen König Chulalongkorn (Rama V.) herausgegeben wurde, ist erwähnt, dass sein Vater König Mongkut (Rama IV.) im Zuge der Gründung des Thammayut-Nikaya-Ordens auch eine Zeremonie zum Makha-Bucha-Tag im Wat Phra Sri Rattana Satsadaram (heute: Wat Phra Kaeo) feierte. Der Feiertag wurde in Siam wahrscheinlich im Jahre 1851 zum ersten Mal gefeiert, später wurde er dann im ganzen Königreich als öffentlicher religiöser Feiertag anerkannt.

## Weitere Bezeichnungen
- Aufgrund des Zusammentreffens so vieler Mönche wird der Vollmondtag im Māgha-Monat „Sangha-Tag“ genannt. Obwohl wegen des Ursprungs des Ereignisses dieser Tag für buddhistische Laien weniger interessant ist, so bietet er dennoch eine Gelegenheit, über die Bedeutung der Zugehörigkeit zu einer vierfachen Gemeinschaft (männliche und weibliche Laien – Upāsaka bzw. Upasika – sowie Nonnen und Mönche) nachzudenken. Für die Mönche und Nonnen ergeben sich (oft auch spontane) Treffen und Vorträge, die mehrere Tage lang über verschiedene Aspekte der Lehre abgehalten werden, Gruppenmeditation oder Erfahrungsaustausch.

- Dieser Tag ist in Thailand auch unter dem Namen Vierfaches Zusammentreffen (thailändisch จาตุรงคสันนิบาต – Chaturongkhasannibat Aussprache [t͡ɕaː-tù-roŋ-kʰá-săn-ní-bàːt]) bekannt, da sich die buddhistische Mönchsgemeinschaft zum ersten Mal in der Geschichte zu einer Versammlung einfand, die vier wichtige Merkmale aufwies:
  1. fanden sich insgesamt 1.250 buddhistische Mönche ein, um ihren Religionsstifter zu treffen, ohne dass vorher eine Einberufung stattgefunden hätte,
  2. waren alle diese Mönche auf höherer Stufe Erleuchtete („Phra Arahant“),
  3. waren alle Mönche vom Buddha selbst ordiniert worden,
  4. war es der Vollmondtag im Māgha-Monat.

## Die Predigt
Der Buddha hielt an diesem Tag des Vollmonds des dritten Monats vor den versammelten Mönchen seine „Ovada-Patimokkha Gatha“, die Patimokkha-Ermahnungen.
Obschon sich einige Abschnitte der „Patimokkha-Ermahnungen“ hauptsächlich an die ordinierten Mönche richten, treffen sie doch auch auf die buddhistische Laienschaft zu. Laien können sich diese Hinweise zur Grundlage nehmen, um im Einklang mit den Anleitungen des Buddha (dem Dhamma) zu leben. Ajahn Lee Dhammadharo fasste diese Leitlinien unter sechs Überschriften zusammen:
- Anūpavādo – Nicht verunglimpfend – nur Gutes über Dritte reden.
- Anūpaghāto – Nicht verletzend – man sollte sich selbst nicht erlauben, andere zu hassen, stattdessen sollte man sich in Metta üben. Ein Mensch, der schlechte Taten vermeiden will, wird sich hüten, gegen andere tätlich zu werden oder andere auszunutzen.
- Pāṭimokkhe ca saṃvaro – Beschränkung im Einklang mit der Pathimokkha – Man sollte sich so verhalten, dass man beständig nahe am Eingang zum Nirvana lebt, indem man die Fünf Tugendregeln oder sogar die Acht Tugendregeln (Atthangasila) beachtet.
- Mattaññutaa ca bhattasmiṃ – Mäßigung beim Essen – Ajahn Lee sieht u. a. als Quelle des Terrorismus die Gier und die Selbstsucht an. Als Ausweg möge man alles was man erhält, mit anderen teilen (Dāna).
- Pantañca sayan'āsanaṃ. – Leben in der Abgeschiedenheit – Man sollte sich an einem ruhigen Ort niederlassen, um beruhigt in Körper und Geist zu werden. Hilfreich ist dabei, sich in Meditation zu üben.
- Adhicitte ca āyogo: – Bekenntnis zur hohen Geistesschulung – Man möge nicht selbstgefällig sein, Geduld und Zurückhaltung zu üben ist gleich einer hohen Geistesschulung.
- Etaṃ buddhāna-sāsananti. – Das ist die Lehre der Buddhas – Das Erlöschen von Leiden und Begierde bedeutet die höchste Erkenntnis.

## Feierlichkeiten

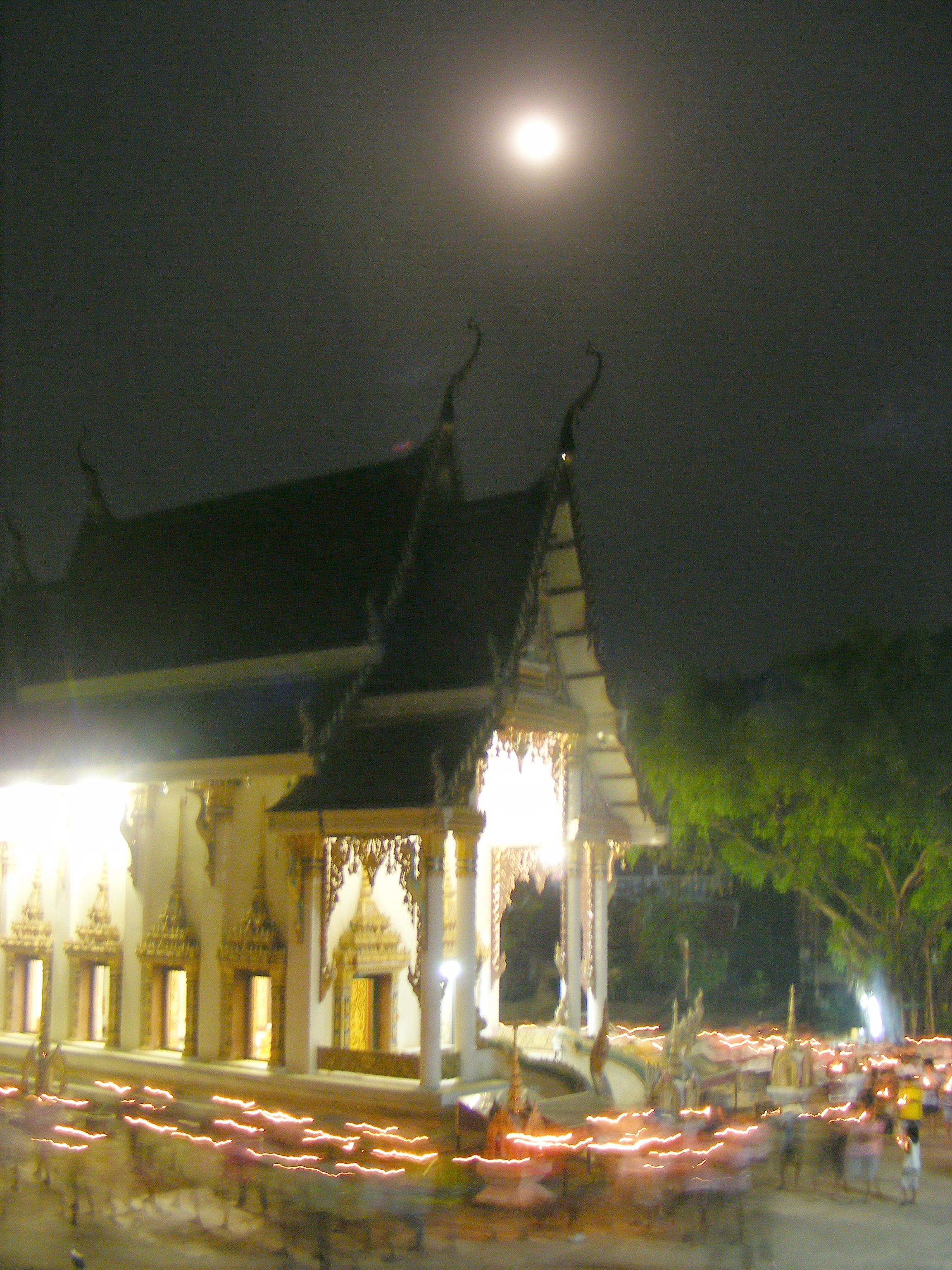
„wian thian“ in einem Tempel in Chiang Mai

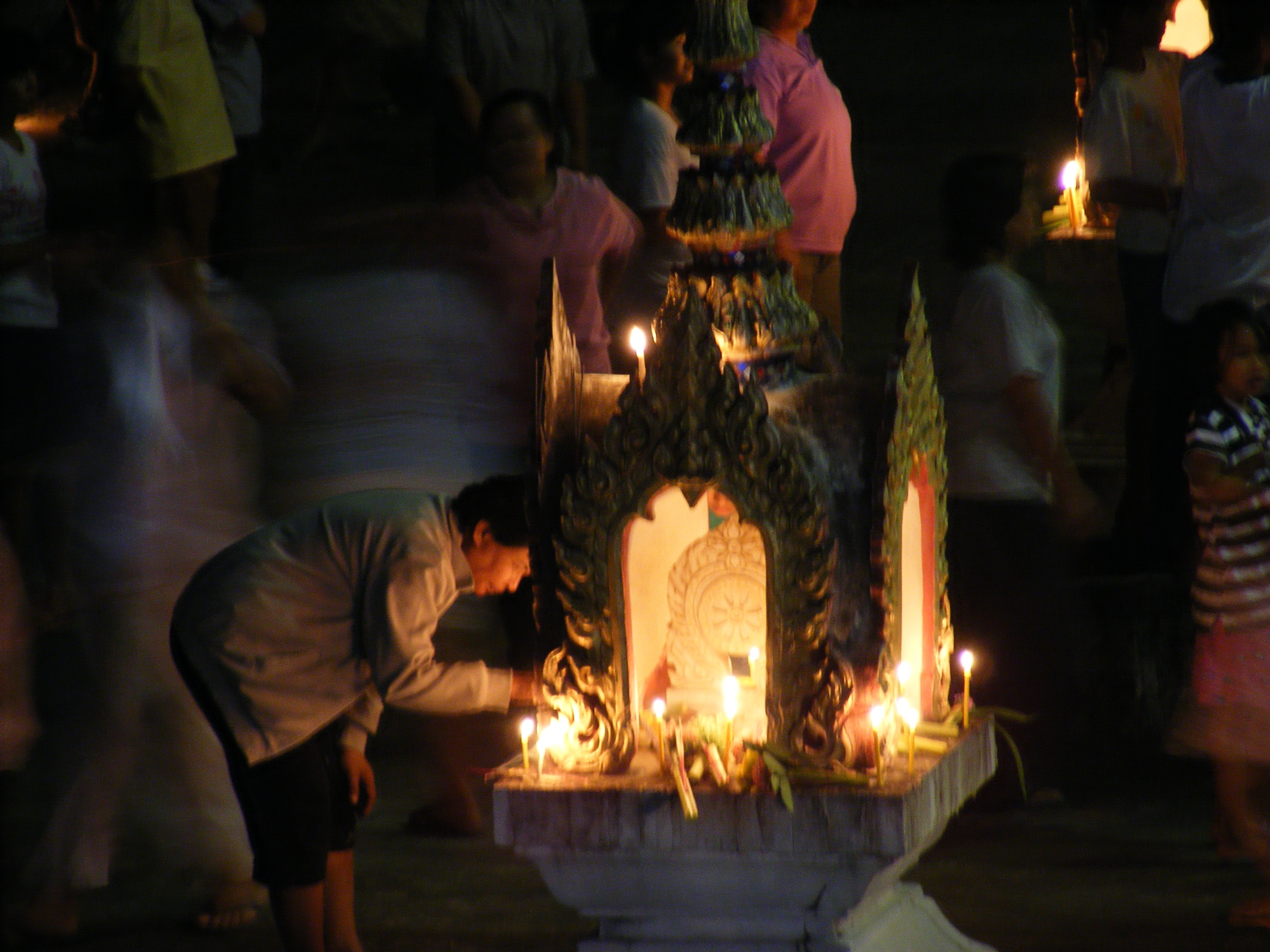
„wian thian“ im Wat Khung Taphao in Uttaradit

Die Makha-Bucha-Feier (in Thai: จัดงานวันมาฆบูชา – „Chat Ngan Wan Makha Bucha“) begehen die gläubigen Buddhisten mit religiösen Aktivitäten wie Gabenspenden an die Mönche („tak baat“ – ตักบาตร) und/oder dem Anhören einer Mönchspredigt (ฟังเทศน์ – „fang thet“). Nach Einbruch der Dunkelheit leiten die Mönche die Gläubigen zu einer Kerzenprozession (เวียนเทียน – „wian thian“), wobei der „Chedi“, das „Ubosot“-Gebäude oder auch eine Buddha-Statue dreifach umrundet wird. Sowohl die Mönche als auch die Gläubigen tragen die Dreifachen Opfergaben: eine brennende Kerze, drei brennende Räucherstäbchen und einen Blumenkranz oder eine frische Blüte. Durch die mehrfache „Dreiheit“ soll man sich auf die drei Juwelen des Buddhismus besinnen: Buddha, seine Lehre (Dharma) und die Mönchsgemeinschaft (Sangha).
In Bangkok wird am Abend unter der Leitung von König Maha Vajiralongkorn im Wat Phra Kaeo eine religiöse Zeremonie abgehalten. Anschließend wird der König die Kerzenprozession um den Bot anführen, an der regelmäßig mehr als 100 Menschen teilnehmen.
Auf dem Gelände der Dhammakaya Foundation, unweit von Bangkok, versammeln sich zu diesem Anlass jährlich tausende Mönche, mehrere hunderttausend buddhistische Laien gemeinsam mit Gästen aus der ganzen Welt zu einer gemeinsamen Meditation.

## Feiern in weiteren Ländern
- In Laos wird am gleichen Datum das Fest „Boun Makhabusa“ gefeiert, welches dem thailändischen Makha Bucha entspricht.
- In Kambodscha wird am gleichen Datum nur regional das Fest „Meak Bochea“ gefeiert.

## Aktuell
Zum Makha-Bucha-Tag am 3. März 2007 wurde auf dem Sanam Luang in Bangkok eine Lesung aller 84.000 Kapitel des thailändischen Tripitaka abgehalten. Ein weiterer Anlass war der 80. Geburtstag von König Bhumibol Adulyadej in diesem Jahr. Die Lesung aus den 45 Büchern der über 100 Jahre alten thailändischen Tripitaka wurde sieben Tage und Nächte lang nonstop von thailändischen Mönchen und Laien vorgetragen. Eine letzte existierende Version der Tripitaka, die von König Prajadhipok (Rama VII.) veröffentlicht worden war, wurde gleichzeitig im Wat Bangkradee (Bezirk Bang Bon) ausgestellt. Der Vortrag war der erste dieser Art in der 800-jährigen Geschichte des Buddhismus in Thailand. Er sollte dem ganzen Land „enorme religiöse Verdienste“ bringen.
Makha Bucha fand statt:
- 2013 am 25. Februar
- 2014 am 14. Februar
- 2015 am 4. März
- 2016 am 22. Februar
- 2017 am 11. Februar
- 2018 am 31. Januar (Sri Lanka, Kambodscha), 1. März (Thailand)[6]
- 2019 am 19. Februar
- 2020 am 8. Februar

- 2021 am 26. Februar
- 2022 am 16. Februar

- 2023 am 6. März
- 2024 am 26. Februar
- 2025 am 12. Februar

Makha Bucha findet statt:
- 2026 am 03. März
- 2027 am 21. Februar